# Lingasettihalli, Sira
Lingasettihalli là một làng thuộc tehsil Sira, huyện Tumkur, bang Karnataka, Ấn Độ.